# Trinh nữ móc
Trinh nữ móc (danh pháp khoa học: Mimosa diplotricha) là một loài thực vật có hoa trong họ Đậu. Loài này được Sauvalle miêu tả khoa học đầu tiên.
Là loài bản địa Brazil, nó là loài xâm lấn cực mạnh ở Thái Bình Dương, nơi loài này đã du nhập trên tất cả các nhóm đảo, ngoại trừ (cho đến nay) Tonga. Loài này được du nhập vào đảo Niue khoảng năm 2000, nhưng một chương trình xóa bỏ đang đã tiêu diệt hết loài cây này ở đó.

## Hình ảnh

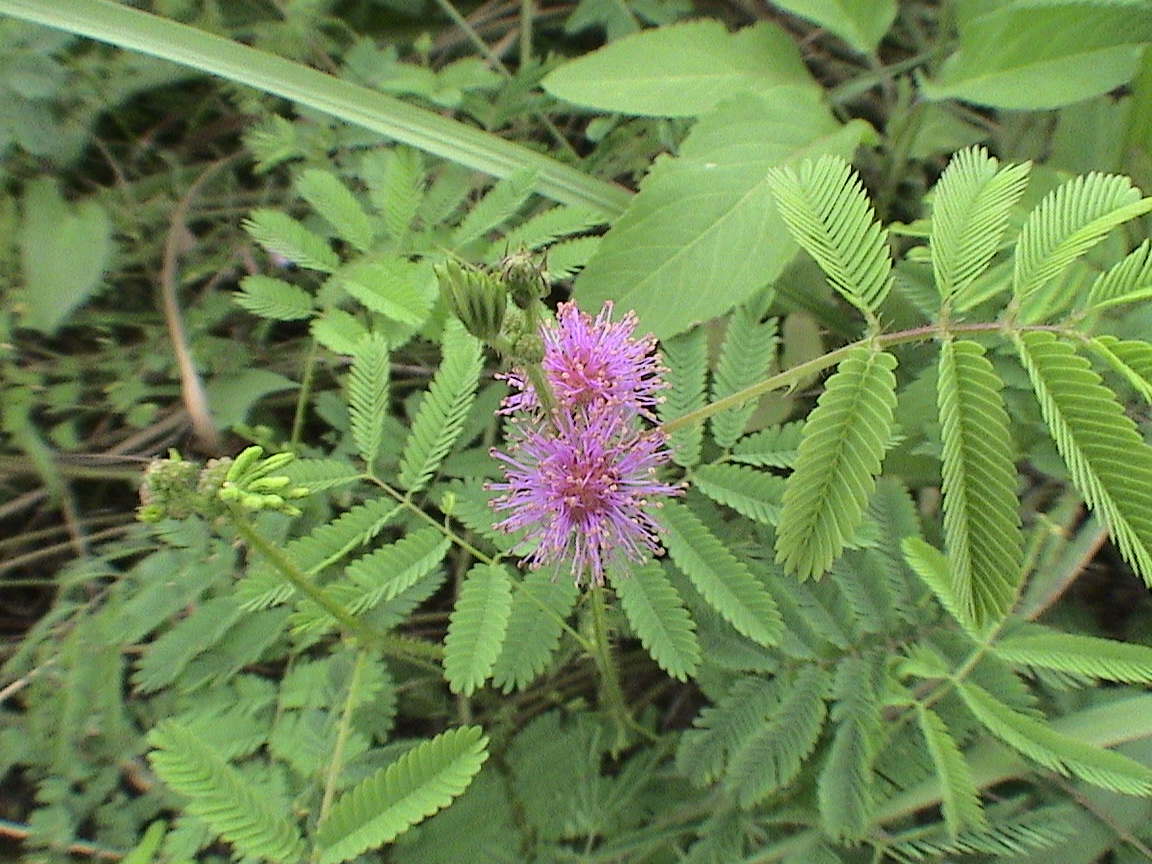
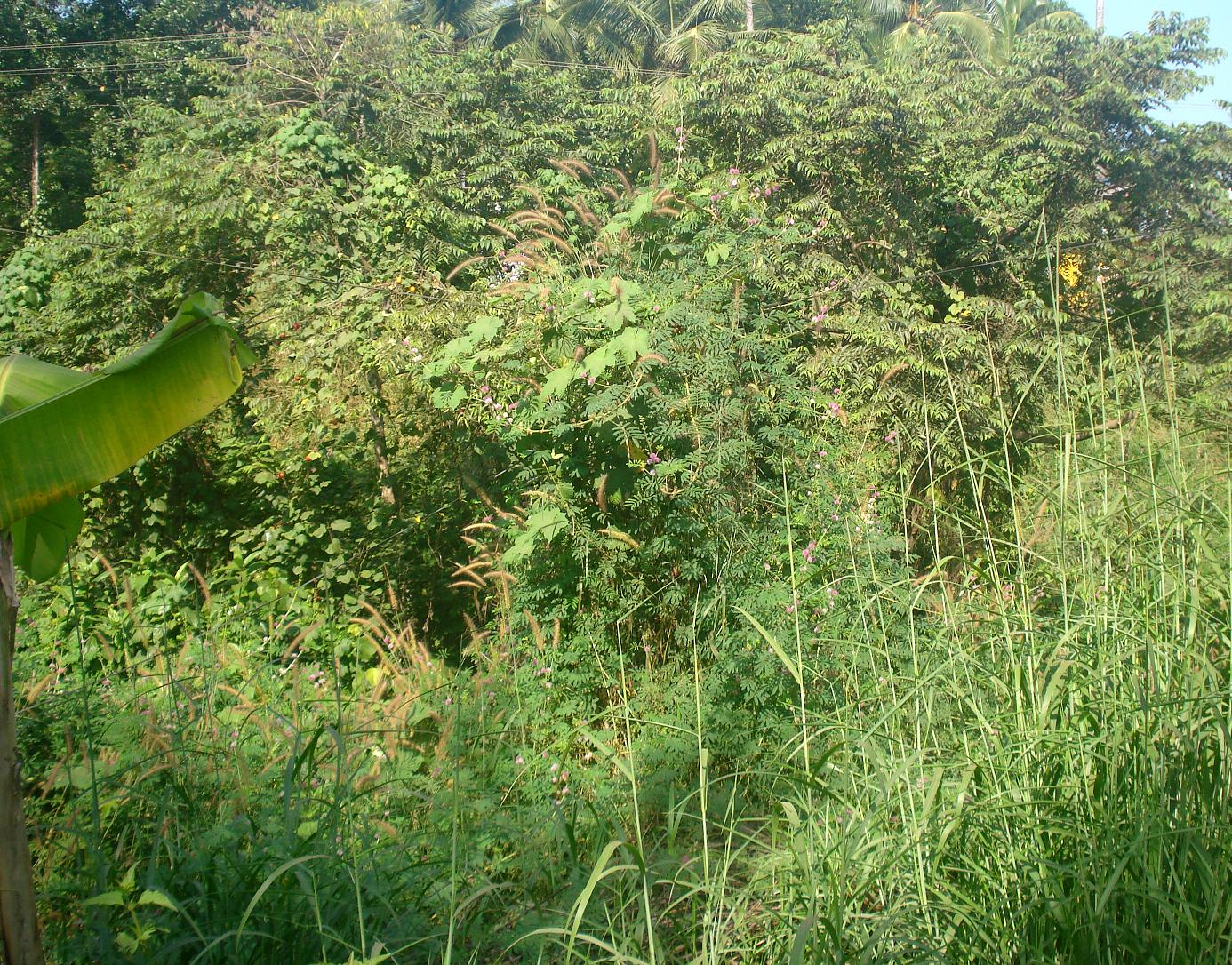
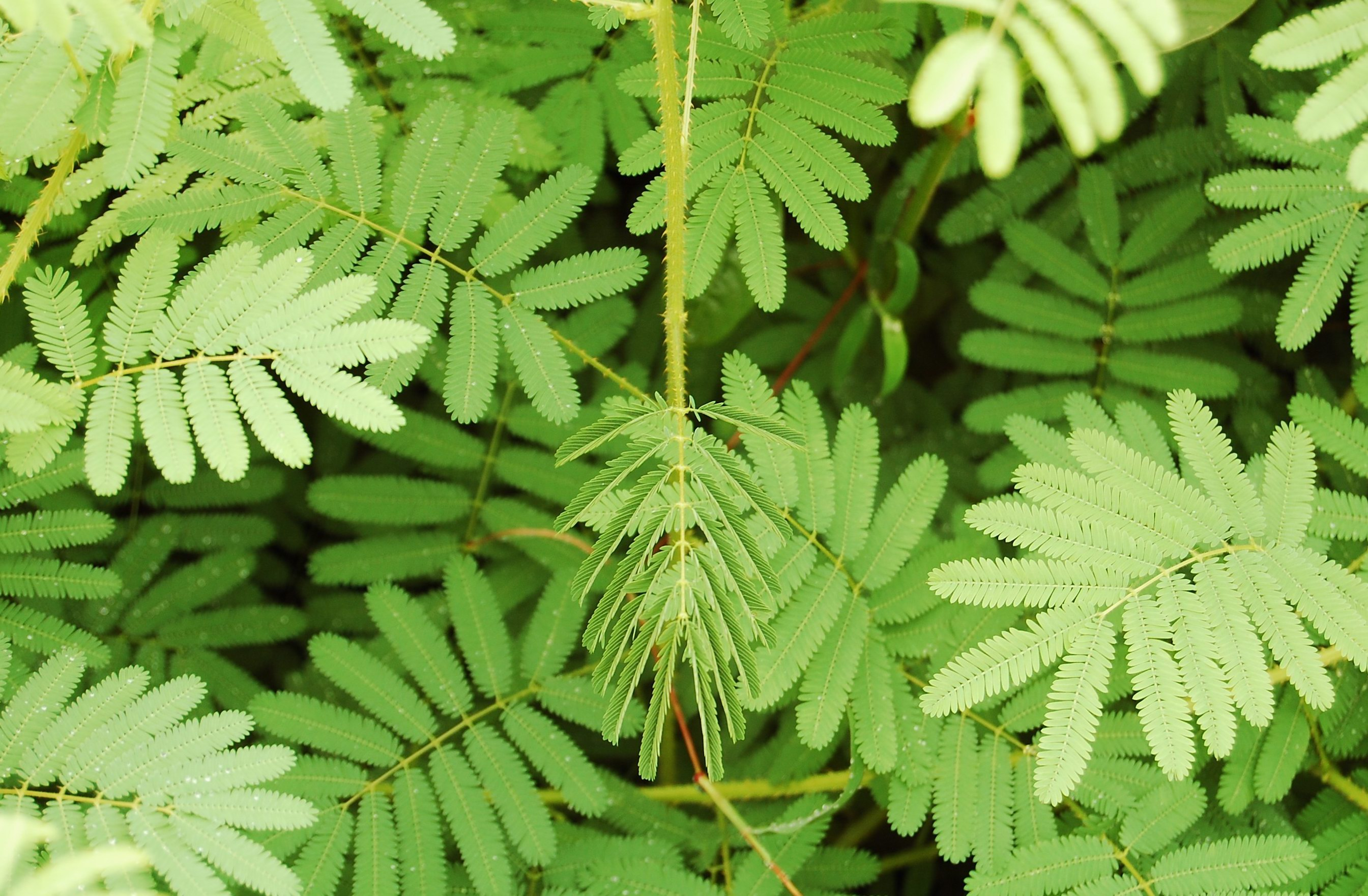
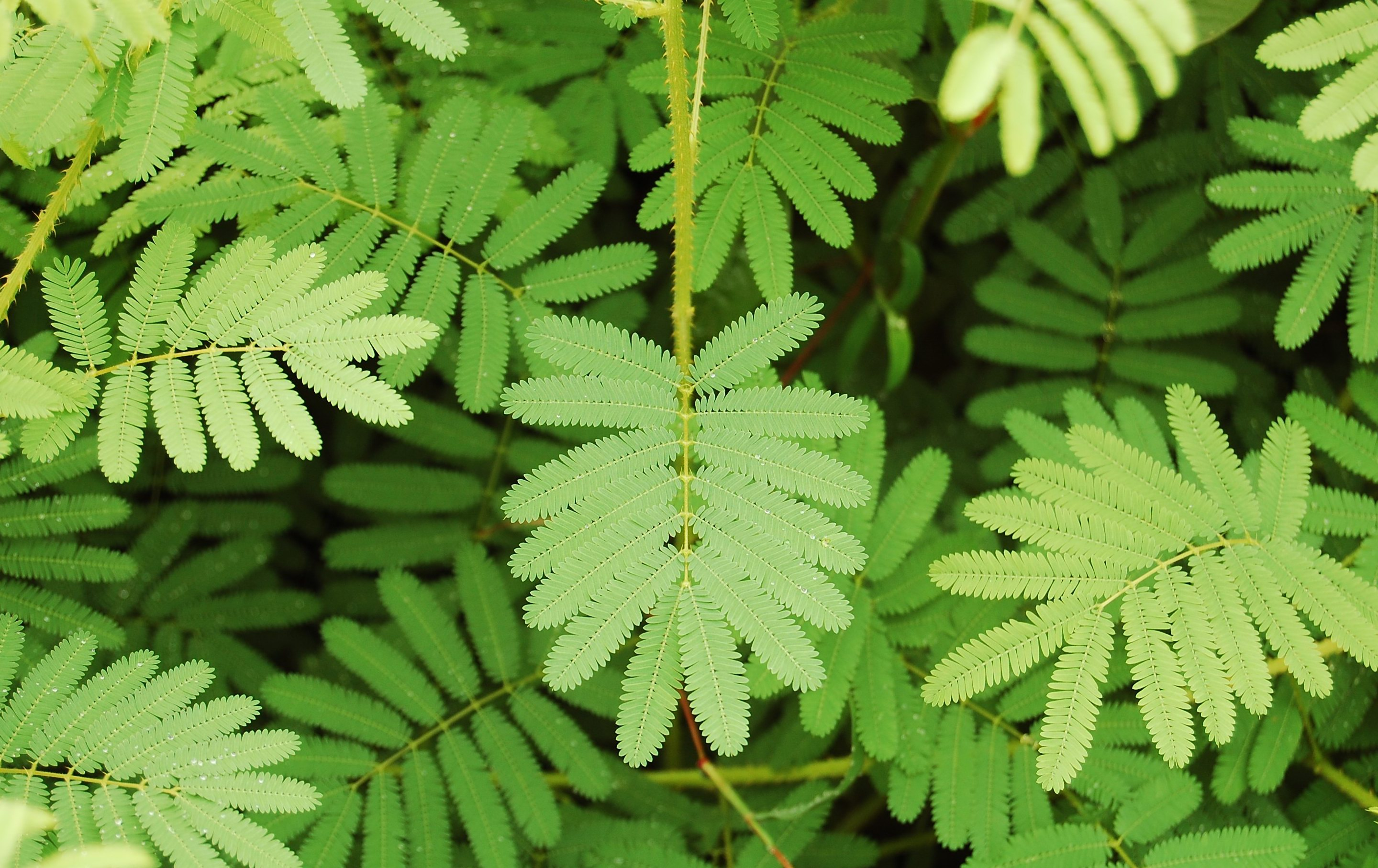